# Zamek w Kołkach
Zamek w Kołkach – warowny zamek wybudowany  przez książęcy ród Sanguszków, właścicieli okolicznych dóbr.

## Historia
Kolejnymi posiadaczami byli Radziwiłłowie, Leszczyńscy i Kożuchowscy w XIX w. Według dawnego podania miejscowość nazywała się Romanów, ale po ogromnym pożarze w XVIII w., po którym pozostały tylko kołki w płotach, otrzymała nazwę Kołki.